# Interstate 35W (Texas)
L'Interstate 35W (I-35W), est une autoroute inter-États des États-Unis qui forme le tronçon ouest de l'I-35, lorsqu'elle se sépare en deux tronçons aux alentours de Dallas–Fort Worth. À Hillsboro, l'I-35 se divise en deux segments, l'I-35W et l'I-35E. L'I-35W se dirige vers le nord sud 85,2 miles (137,1 km) avec sa propre numérotation, indépendante de l'I-35 principale. Elle traverse la région de Fort Worth avant de rejoindre l'I-35E à Denton pour reformer l'I-35.
Durant les premières années d'existence du système des autoroutes inter-États, les autoroutes auxiliaires avec des suffixes directionnels tels que N, S, E et W étaient communs. Pour toutes les autres autoroutes, ces suffixes directionnels ont été remplacés par des numéros reliés à l'autoroute principale. Ce sont les autoroutes collectrices ou de contournement (comme l'I-270 au Maryland qui a été l'I-70S) ou, dans certains cas, se sont vus assigné un numéro de route différent (comme l'I-76 qui a déjà été l'I-80S). Dans le cas de l'I-35 dans la région de Dallas–Fort Worth, puisqu'aucune des deux branches n'est clairement la route principale et que les deux routes se réunissent au-delà des villes de Dallas et de Fort Worth, les suffixes E et W sont demeurés actifs, L'autoroute se sépare une seconde fois en deux embranchements (I-35E et I-35W) à Minneapolis–Saint Paul, Minnesota, pour les mêmes raisons.

## Description du tracé

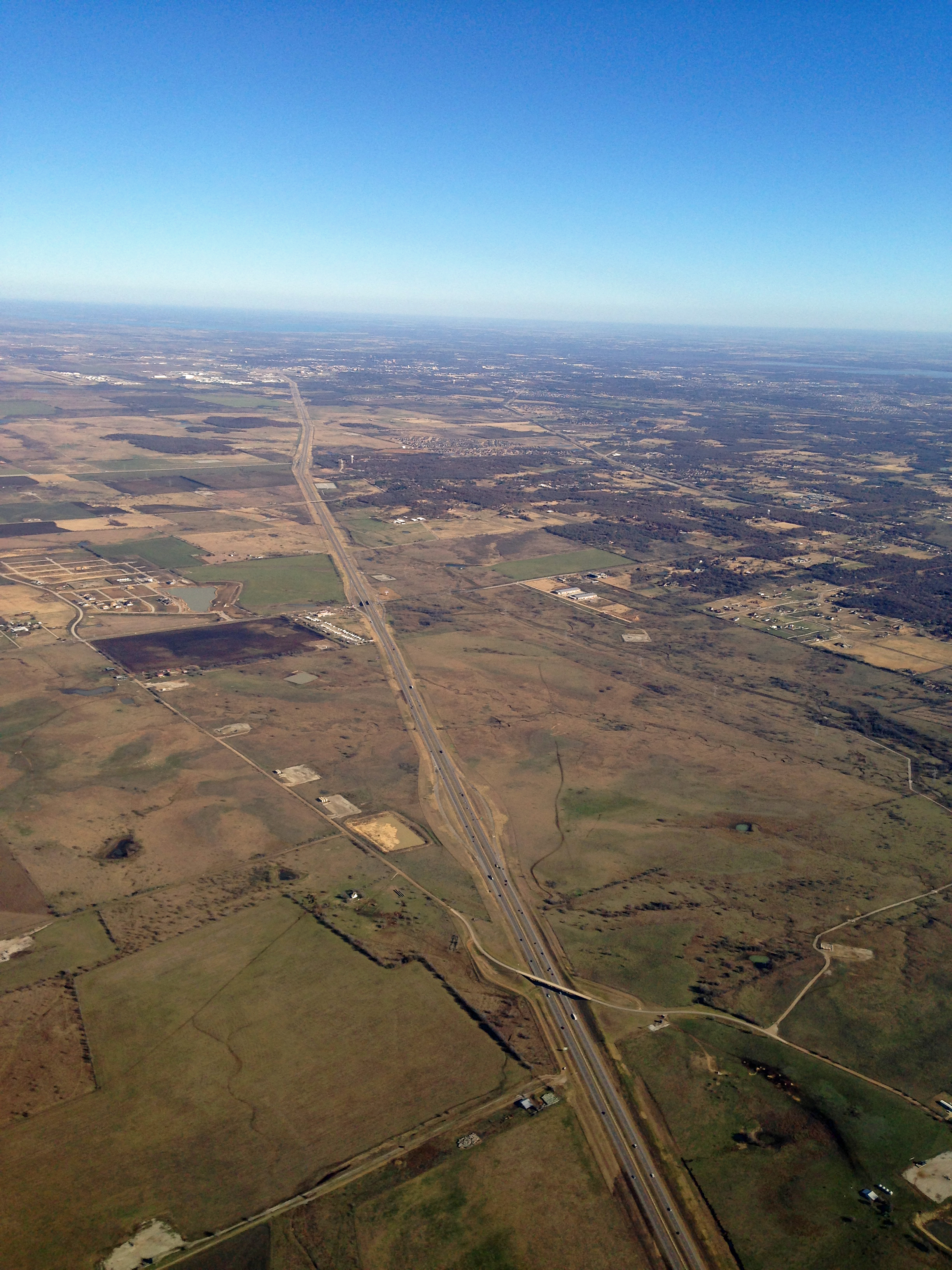
Vue aérienne de l'I-35W vers Denton

L'I-35 se sépare en deux tronçons distincts au nord d'Hillsboro, Texas. Les routes se dirigent vers le nord-est et le nord-ouest, l'I-35W adoptant la direction nord-ouest à travers Fort-Worth. Après avoir dépassé Hillsboro et son aéroport, l'I-35W traverse une section constituée de fermes et de ranchs. Elle croise la US 67 (East Henderson Street) sur le côté ouest d'Alvarado. Elle continue vers le nord-ouest dans les limites sud de Fort Worth. À une intersection avec SH 174 (Northeast Wilshire Boulevard), la route s'oriente vers le nord dans le grand Fort Worth, passant juste à l'ouest de l'aéroport de Fort Worth Spinks. Plus au nord, la route croise l'I-20, l'I-30, la US 287 et le multiplex US 377 / SH 121 (East Belknap Street). L'I-35W s'éloigne du centre-ville vers le nord en formant un multiplex avec US 287. Le multiplex croise l'I-820 juste à l'est de l'aéroport de Fort Worth Meacham. Au nord de cette intersection, la US 287 se sépare du tracé vers le nord-ouest. L'I-35W commence à se diriger légèrement vers le nord-est, passant près de Fort Worth Alliance Airport et du Texas Motor Speedway. Elle atteint son terminus nord au sud-ouest de Denton, retrouvant l'I-35E pour former à nouveau l'I-35, laquelle continue vers le nord. Comme le segment équivalent à Minneapolis–Saint Paul, l'I-35W utilise ses propres numéros et bornes de millage alors que l'I-35E continue d'utiliser ceux du tracé principal de l'I-35.

## Liste des sorties
| Interstate 35W                                                                               |                             |       |        |        | | |
| Comté                                                                                        | Municipalité                | mi    | km     | Sortie | Intersections / Destinations                                                                                      | Notes |
| Hill                                                                                         |                             | 0,00  | 0,00   |        | I-35 sud – Waco                                                                                                   | I-35W sud et I-35E sud forment l'I-35 |
| Hill                                                                                         |                             | 0,40  | 0,64   | 370    | US 77 nord / Spur 579 (en) – Hillsboro                                                                            | Sortie direction sud seulement; numéro de sortie basé sur ceux de l'I-35 |
| Hill                                                                                         |                             | 0,50  | 0,80   |        | I-35E nord – Dallas                                                                                               | Entrée direction nord seulement; sortie 370B de l'I-35E |
| Hill                                                                                         |                             | 3,00  | 4,80   | 3      | FM 2959 (en) | |
| Hill                                                                                         |                             | 6,90  | 11,10  | 7      | FM 934 (en) | |
| Hill                                                                                         | Itasca                      | 8,00  | 12,90  | 8      | FM 66 (en) – Itasca                                                                                               | |
| Hill                                                                                         |                             | 12,50 | 20,10  | 12     | FM 67 (en) – Covington                                                                                            | |
| Johnson                                                                                      | Grandview                   | 15,50 | 24,90  | 15     | FM 916 (en) – Grandview, Maypearl                                                                                 | |
| Johnson                                                                                      | Grandview                   | 16,60 | 26,70  | 16     | SH 81 (en) sud / County Road 201 – Grandview                                                                      | |
| Johnson                                                                                      |                             | 17,40 | 28,00  | 17     | FM 2258 (en) | |
| Johnson                                                                                      |                             | 21,40 | 34,40  | 21     | County Road 107                                                                                                   | |
| Johnson                                                                                      | Alvarado                    | 24,30 | 39,10  | 24     | I-35 BL nord / FM 1706 (en) / FM 3136 (en) – Alvarado                                                             | |
| Johnson                                                                                      | Alvarado                    | 25,90 | 41,70  | 26A    | US 67 – Cleburne, Dallas                                                                                          | |
| Johnson                                                                                      | Alvarado                    | 26,90 | 43,30  | 26B    | I-35 BL sud – Alvarado                                                                                            | Entrée direction nord seulement |
| Johnson                                                                                      |                             | 27,20 | 43,80  | 27     | County Road 707 / County Road 604                                                                                 | |
| Johnson                                                                                      | Burleson                    | 30,20 | 48,60  | 30     | FM 917 (en) – Joshua, Mansfield                                                                                   | |
| Johnson                                                                                      | Burleson                    | 31,90 | 51,30  | 32     | Bethesda Road | |
| Johnson                                                                                      | Burleson                    | 34,50 | 55,50  | 35     | Briaroaks Road / Hidden Creek Parkway                                                                             | Pas de sortie directe direction nord (indiqué à la sortie 32) |
| Johnson                                                                                      | Burleson                    | 36,70 | 59,10  | 36     | FM 3391 (en) (Renfro Street) / Hidden Creek Parkway                                                               | |
| Tarrant                                                                                      | Burleson                    | 37,70 | 60,70  | 37     | SH 174 (en) sud (Wilshire Boulevard) – Cleburne                                                                   | Pas de sortie directe direction nord (indiqué à la sortie 36) |
| Tarrant                                                                                      | Burleson                    | 37,90 | 61,00  | 38     | Alsbury Boulevard / McAlister Road                                                                                | |
| Tarrant                                                                                      | Fort Worth                  | 38,50 | 62,00  | 39     | FM 1187 (en) (Rendon-Crowley Road) / McAlister Road                                                               | |
| Tarrant                                                                                      | Fort Worth                  | 40,20 | 64,70  | 40     | Garden Acres Drive                                                                                                | |
| Tarrant                                                                                      | Fort Worth                  | 41,30 | 66,50  | 41     | Risinger Road | |
| Tarrant                                                                                      | Fort Worth                  | 42,20 | 67,90  | 42     | Everman Parkway                                                                                                   | |
| Tarrant                                                                                      | Fort Worth                  | 43,30 | 69,70  | 43     | Sycamore School Road                                                                                              | Pas de sortie directe direction nord (indiqué à la sortie 42) |
| Tarrant                                                                                      | Fort Worth                  | 44,20 | 71,10  | 44     | Altamesa Boulevard                                                                                                | Pas de sortie directe direction sud |
| Tarrant                                                                                      | Fort Worth                  | 44,80 | 72,10  | 45     | I-20 – Abilene, Dallas                                                                                            | Indiqué sortie 45A (ouest) et 45B (est); sortie 237 de l'I-20 |
| Tarrant                                                                                      | Fort Worth                  | 45,60 | 73,40  | 46A    | Felix Street | Pas de sortie directe direction nord (indiqué à la sortie 44) |
| Tarrant                                                                                      | Fort Worth                  | 46,00 | 74,00  | 46B    | Seminary Drive | |
| Tarrant                                                                                      | Fort Worth                  | 47,00 | 75,60  | 47     | Ripy Street | |
| Tarrant                                                                                      | Fort Worth                  | 47,60 | 76,60  | 48A    | Berry Street – Texas Christian University                                                                         | |
| Tarrant                                                                                      | Fort Worth                  | 48,60 | 78,20  | 48B    | Morningside Drive                                                                                                 | Pas de sortie directe direction nord |
| Tarrant                                                                                      | Fort Worth                  | 48,80 | 78,50  | 49A    | Allen Avenue | Pas de sortie directe direction sud (indiqué à la sortie 49B) |
| Tarrant                                                                                      | Fort Worth                  | 49,40 | 79,50  | 49B    | US 287 Bus. (Rosedale Street)                                                                                     | |
| Tarrant                                                                                      | Fort Worth                  | 50,30 | 81,00  | 51     | I-30 / US 287 sud / US 377 sud / SH 180 (en) est (Lancaster Avanue) – Abilene, Dallas, Centre-ville de Fort Worth | Terminus sud du multiplex avec US 287 / US 377; indiqué sortie 51A (I-30 ouest / US 377 sud), 51B (SH 180 est) et 51C (I-30 est) en direction nord; pas d'accès depuis I-35W nord vers US 287 sud et de US 287 nord vers I-35W sud; sortie 15 de l'I-30 |
| Tarrant                                                                                      | Fort Worth                  | 51,40 | 82,70  | 52A    | Spur 280 (en) – Centre-ville de Fort Worth                                                                        | Accès à la Gare de Fort Worth |
| Tarrant                                                                                      | Fort Worth                  | 52,00 | 83,70  | 52B    | US 377 nord (Belknap Street) / SH 161 (en) nord – Aéroport D/FW                                                   | Terminus nord du multiplex avec US 377 |
| Tarrant                                                                                      | Fort Worth                  | 52,20 | 84,00  | 52C    | Spur 347 (en) ouest (Belknap Street)                                                                              | Pas de sortie directe direction nord |
| Tarrant                                                                                      | Fort Worth                  | 52,30 | 84,20  | 52D    | Pharr Street | |
| Tarrant                                                                                      | Fort Worth                  | 52,60 | 84,70  | 52E    | Carver Avenue | Sortie direction nord, entrée direction sud; accès à la Gare de Fort Worth |
| Tarrant                                                                                      | Fort Worth                  | 53,10 | 85,50  | 53     | Northside Drive / Yucca Avenue                                                                                    | |
| Tarrant                                                                                      | Fort Worth                  | 54,00 | 86,90  | 54A    | SH 183 (en) (28th Street)                                                                                         | |
| Tarrant                                                                                      | Fort Worth                  | 54,90 | 88,40  | 54B    | Papurt Street | Ancienne sortie direction sud et entrée direction nord |
| Tarrant                                                                                      | Fort Worth                  | 54,60 | 87,90  | 54C    | 33rd Street / Long Avenue                                                                                         | Ancienne sortie direction nord et entrée direction sud |
| Tarrant                                                                                      | Fort Worth                  |       |        | 55     | Frontage Road | Sortie et entrée en direction sud |
| Tarrant                                                                                      | Fort Worth                  | 55,50 | 89,30  | 56A    | Meacham Boulevard                                                                                                 | |
| Tarrant                                                                                      | Fort Worth                  | 56,60 | 91,10  | 56B    | Beach Street | Sortie direction nord seulement |
| Tarrant                                                                                      | Fort Worth                  | 56,40 | 90,80  | —      | I-820 Express est                                                                                                 | |
| Tarrant                                                                                      | Fort Worth                  | 57,20 | 92,10  | 57A    | I-820 | Indiqué sortie 57 en direction sud; sortie 16 de l'I-820 |
| Tarrant                                                                                      | Fort Worth                  |       |        | 57B    | Fossil Creek Boulevard                                                                                            | Sortie direction nord seulement |
| Tarrant                                                                                      | Fort Worth                  | 58,30 | 93,80  | 58     | Western Center Boulevard                                                                                          | |
| Tarrant                                                                                      | Fort Worth                  | 58,90 | 94,80  | 59     | Basswood Boulevard                                                                                                | |
| Tarrant                                                                                      | Fort Worth                  | 60,00 | 96,60  | 60     | US 81 nord / US 287 nord – Decatur, Wichita Falls                                                                 | Terminus nord du multiplex avec US 287; pas d'entrée direction nord |
| Tarrant                                                                                      | Fort Worth                  | 61,10 | 98,30  | 61     | North Tarrant Parkway                                                                                             | Pas de sortie directe direction sud (indiqué à la sortie 63) |
| Tarrant                                                                                      | Fort Worth                  | 61,90 | 99,60  | 63     | Heritage Trace Parkway                                                                                            | |
| Tarrant                                                                                      | Fort Worth                  | 63,70 | 102,50 | 64     | Golden Triangle Boulevard / Keller-Hicks Boulevard                                                                | |
| Tarrant                                                                                      | Fort Worth                  | 65,30 | 105,10 | 65     | SH 170 (en) est                                                                                                   | |
| Tarrant                                                                                      | Fort Worth                  | 66,30 | 106,70 | 66     | Westport Parkway                                                                                                  | |
| Limite Tarrant–Denton                                                                        | Fort Worth                  | 67,30 | 108,30 | 67     | Alliance Boulevard                                                                                                | |
| Denton                                                                                       | Fort Worth                  | 68,40 | 110,10 | 68     | Eagle Parkway | |
| Denton                                                                                       | Limite Fort Worth–Northlake | 70,40 | 113,30 | 70     | SH 114 (en) – Dallas, Bridgeport, Aéroport D/FW                                                                   | |
| Denton                                                                                       | Limite Fort Worth–Northlake | 71,20 | 114,60 | 72     | Dale Earnhardt Parkway                                                                                            | |
| Denton                                                                                       | Northlake                   | 73,80 | 118,80 | 74     | FM 1171 (en) – Flower Mound, Lewisville                                                                           | |
| Denton                                                                                       | Argyle                      | 76,60 | 123,30 | 76     | FM 407 (en) – Argyle, Justin                                                                                      | |
| Denton                                                                                       | Limite Argyle–Denton        | 78,90 | 127,00 | 79     | Crawford Road / Robson Ranch Road                                                                                 | |
| Denton                                                                                       | Denton                      | 82,00 | 132,00 | 82     | FM 2449 (en) – Ponder                                                                                             | |
| Denton                                                                                       | Denton                      | 84,80 | 136,50 | 84     | FM 1515 (en) (Bonnie Brae Street) – Aéroport de Denton                                                            | Sortie direction nord, entrée direction sud |
| Denton                                                                                       | Denton                      | 85,00 | 136,80 | 85A    | I-35E sud – Dallas                                                                                                | Sortie direction nord, entrée direction sud; sortie 467 de l'I-35E |
| Denton                                                                                       | Denton                      | 85,10 | 137,00 | 85B    | West Oak Street                                                                                                   | Sortie direction nord, entrée direction sud |
| Denton                                                                                       | Denton                      | 85,20 | 137,10 |        | I-35 nord – Oklahoma City                                                                                         | I-35W nord et I-35E nord forment l'I-35; sortie 467 de l'I-35 |
| - Terminus de multiplex - Péage électronique - Accès incomplet - Transition de route - Fermé |                             |       |        |        | | |